# Willy Caballero
Wilfredo Daniel "Willy" Caballero Lazcano (sinh ngày 28 tháng 9 năm 1981) là một cựu cầu thủ bóng đá chuyên nghiệp người Argentina, hiện đang làm trợ lý huấn luyện viên ở Leicester City vừa mới xuống hạng cùng Southampton chơi ở Championship
Anh dành phần lớn sự nghiệp của mình tại Tây Ban Nha, thi đấu cho Elche và Málaga. Mùa hè năm 2014, anh ký hợp đồng với Manchester City và giúp câu lạc bộ này vô địch EFL Cup 2015–16. Mùa hè năm 2017, anh gia nhập Chelsea, nơi anh là thủ môn dự bị trong 4 mùa giải. Mùa hè năm 2021, anh gia nhập Southampton với tư cách thủ môn dự bị. Caballero đã có trận ra mắt cấp cao cho Argentina vào năm 2018. Anh ấy đại diện cho quốc gia tại World Cup 2018, và cũng là thành viên không thi đấu của đội đã giành huy chương vàng tại Thế vận hội mùa hè 2004 và về nhì tại FIFA Confederations Cup 2005.

## Thống kê sự nghiệp

### Câu lạc bộ
Tính đến 29 tháng 2 năm 2020 
| Câu lạc bộ             | Mùa giải            | Giải vô địch               | Giải vô địch | Giải vô địch | Cúp quốc gia | Cúp quốc gia | Cúp liên đoàn | Cúp liên đoàn | Châu lục | Châu lục | Khác | Khác | Tổng cộng | Tổng cộng |
| Câu lạc bộ             | Mùa giải            | Hạng đấu                   | Trận         | Bàn          | Trận         | Bàn          | Trận          | Bàn           | Trận     | Bàn      | Trận | Bàn  | Trận      | Bàn       |
| ---------------------- | ------------------- | -------------------------- | ------------ | ------------ | ------------ | ------------ | ------------- | ------------- | -------- | -------- | ---- | ---- | --------- | --------- |
| Boca Juniors           | 2001–02             | Argentine Primera División | 4            | 0            | 0            | 0            | —             | —             | 0        | 0        | —    | —    | 4         | 0         |
| Boca Juniors           | 2002–03             | Argentine Primera División | 4            | 0            | 0            | 0            | —             | —             | 3        | 0        | —    | —    | 7         | 0         |
| Boca Juniors           | 2003–04             | Argentine Primera División | 1            | 0            | 0            | 0            | —             | —             | 0        | 0        | —    | —    | 1         | 0         |
| Boca Juniors           | 2004–05             | Argentine Primera División | 6            | 0            | 0            | 0            | —             | —             | 1        | 0        | —    | —    | 7         | 0         |
| Boca Juniors           | Tổng cộng           | Tổng cộng                  | 15           | 0            | 0            | 0            | —             | —             | 4        | 0        | —    | —    | 19        | 0         |
| Elche                  | 2005–06             | Segunda División           | 10           | 0            | 0            | 0            | —             | —             | —        | —        | —    | —    | 10        | 0         |
| Elche                  | 2006–07             | Segunda División           | 39           | 0            | 2            | 0            | —             | —             | —        | —        | —    | —    | 41        | 0         |
| Elche                  | 2007–08             | Segunda División           | 38           | 0            | 4            | 0            | —             | —             | —        | —        | —    | —    | 42        | 0         |
| Elche                  | 2008–09             | Segunda División           | 38           | 0            | 2            | 0            | —             | —             | —        | —        | —    | —    | 40        | 0         |
| Elche                  | 2009–10             | Segunda División           | 39           | 0            | 1            | 0            | —             | —             | —        | —        | —    | —    | 40        | 0         |
| Elche                  | 2010–11             | Segunda División           | 22           | 0            | 0            | 0            | —             | —             | —        | —        | —    | —    | 22        | 0         |
| Elche                  | Tổng cộng           | Tổng cộng                  | 186          | 0            | 9            | 0            | —             | —             | —        | —        | —    | —    | 195       | 0         |
| Arsenal Sarandí (mượn) | 2006–07             | Argentine Primera División | 13           | 0            | 0            | 0            | —             | —             | —        | —        | —    | —    | 13        | 0         |
| Málaga                 | 2010–11             | La Liga                    | 15           | 0            | 0            | 0            | —             | —             | —        | —        | —    | —    | 15        | 0         |
| Málaga                 | 2011–12             | La Liga                    | 28           | 0            | 4            | 0            | —             | —             | —        | —        | —    | —    | 32        | 0         |
| Málaga                 | 2012–13             | La Liga                    | 36           | 0            | 0            | 0            | —             | —             | 11       | 0        | —    | —    | 47        | 0         |
| Málaga                 | 2013–14             | La Liga                    | 38           | 0            | 1            | 0            | —             | —             | —        | —        | —    | —    | 39        | 0         |
| Málaga                 | Tổng cộng           | Tổng cộng                  | 117          | 0            | 5            | 0            | —             | —             | 11       | 0        | —    | —    | 133       | 0         |
| Manchester City        | 2014–15             | Premier League             | 2            | 0            | 2            | 0            | 2             | 0             | 0        | 0        | 1    | 0    | 7         | 0         |
| Manchester City        | 2015–16             | Premier League             | 4            | 0            | 3            | 0            | 6             | 0             | 1        | 0        | —    | —    | 14        | 0         |
| Manchester City        | 2016–17             | Premier League             | 17           | 0            | 2            | 0            | 2             | 0             | 6        | 0        | —    | —    | 27        | 0         |
| Manchester City        | Tổng cộng           | Tổng cộng                  | 23           | 0            | 7            | 0            | 10            | 0             | 7        | 0        | 1    | 0    | 48        | 0         |
| Chelsea                | 2017–18             | Premier League             | 3            | 0            | 6            | 0            | 4             | 0             | 0        | 0        | 0    | 0    | 13        | 0         |
| Chelsea                | 2018–19             | Premier League             | 2            | 0            | 2            | 0            | 2             | 0             | 2        | 0        | 1    | 0    | 9         | 0         |
| Chelsea                | 2019–20             | Premier League             | 5            | 0            | 5            | 0            | 2             | 0             | 2        | 0        | 0    | 0    | 14        | 0         |
| Chelsea                | 2020–21             | Premier League             | 1            | 0            | 0            | 0            | 1             | 0             | 0        | 0        | —    | —    | 2         | 0         |
| Chelsea                | Tổng cộng           | Tổng cộng                  | 11           | 0            | 13           | 0            | 9             | 0             | 4        | 0        | 1    | 0    | 38        | 0         |
| Southampton            | 2021–22             | Premier League             | 2            | 0            | 0            | 0            | 0             | 0             | 0        | 0        | 0    | 0    | 2         | 0         |
| Tổng cộng sự nghiệp    | Tổng cộng sự nghiệp | Tổng cộng sự nghiệp        | 367          | 0            | 34           | 0            | 19            | 0             | 26       | 0        | 2    | 0    | 448       | 0         |

1. 1 2 3  Ra sân tại UEFA Champions League
2. 1 2  Ra sân tại FA Community Shield
3. ↑  Ra sân tại UEFA Europa League

### Quốc tế
Tính đến 21 tháng 6 năm 2018
| Đội tuyển | Năm  | Trận | Bàn |
| --------- | ---- | ---- | --- |
| Argentina | 2018 | 5    | 0   |
| Tổng      | Tổng | 5    | 0   |

## Danh hiệu

### Câu lạc bộ
Boca Juniors
- Argentine Primera División: Apertura 2003[11]
- Copa Libertadores: 2003[11]
- Intercontinental Cup: 2003

Manchester City
- EFL Cup: 2015–16[12]

Chelsea
- FA Cup: 2017–18[13]
- UEFA Europa League: 2018–19[14]
- UEFA Champions League: 2020–21

### Quốc tế
U-20 Argentina
- FIFA World Youth Championship: 2001[15]

U-23 Argentina
- Olympic Games: 2004[16]

Argentina
- FIFA Confederations Cup: Á quân 2005